# Парламентские выборы в Южной Африке (1920)
Парламентские выборы в Южной Африке проходили 10 марта 1920 года. На них избирались 123 депутата Палаты собраний. Это был 3-й парламент Южно-Африканского Союза. В результате Национальная партия стала крупнейшей парламентской партией, получив 44 из 123 мест палаты, что, однако, было недостаточно для парламентского большинства. Правящая Южноафриканская партия смогла сформировать правительство меньшинства при поддержке  Юнионистской партии. Это стал третий срок правительства для Южноафриканской партии и первый срок для генерала Яна Смэтса, т.к. прежний премьер Луис Бота умер в 1919 году. Национальная партия впервые стала официальной оппозицией.

## Результаты
Количество зарегистрированных избирателей было 421 790. Было подано 282 361 голосов (из них недействительных 4 876).
| Партия | Партия                                    | Места | %     | Голоса  | %     | Лидер                       |
|        | Национальная партия                       | 44    | 32,84 | 101 227 | 36,48 | генерал Джеймс Барри Герцог |
|        | Южноафриканская партия                    | 41    | 30,60 | 90 512  | 32,62 | генерал Ян Христиан Смэтс   |
|        | Юнионистская партия                       | 25    | 18,66 | 38 946  | 14,03 | Томас Смартт                |
|        | Лейбористская партия                      | 21    | 15,67 | 40 639  | 14,64 | полковник Фредерик Кресуэлл |
|        | Независимые                               | 3     | 2,24  | 5 986   | 2,16  | -                           |
|        | Международная социалистическая лига (ЮАР) | -     | -     | 202     | 0,07  | Билл Эндрюс                 |
|        | Всего                                     | 134   | 100   | 282 361 | 100   |                             |